# Исаак (епископ Селевкии-Ктесифона)
Исаак (сир. ܕܢܝܢܘܐ); — епископ Селевкии-Ктесифона с 399 года по 410 год.

## Биография
Сирийские хронисты упоминают, что после заключения мирного договора между Византией и Персией текст договора в Персию доставил Маруфа Майферкатский. В это же время предыдущий столичный епископ подал прошение об отставке и главой христиан государства Сасанидов был избран Исаак. Согласно источникам в период епископства Исаака, был созван поместный собор христианской церкви в Персии. В первый день заседаний было зачитано и одобрено послание «западных отцов», призывавших к проведению реформ с целью урегулирования церковной жизни после гонений: к закреплению за каждой епархией только одного епископа, рукоположенного тремя другими и утвержденного епископом Селевкии-Ктесифона; к установлению единообразия в богослужебном календаре; к принятию Символа веры и правил Первого Вселенского Собора. 